# Цешнув
Цешнув (пол. Ciesznów, нім. Teschenau) — село в Польщі, у гміні Ґлоґувек Прудницького повіту Опольського воєводства.
Населення — 80 осіб (2011).

## Демографія
Демографічна структура станом на 31 березня 2011 року:
|          | Загалом | Допрацездатний вік | Працездатний вік | Постпрацездатний вік |
| -------- | ------- | ------------------ | ---------------- | -------------------- |
| Чоловіки | 37      | 7                  | 25               | 5                    |
| Жінки    | 43      | 9                  | 20               | 14                   |
| Разом    | 80      | 16                 | 45               | 19                   |